# 7,92 × 57 mm Mauser
La cartuccia 7,92 × 57 mm Mauser è stata progettata dalla tedesca Gewehr-Prüfungskommission (GPK) per il fucile Gewehr 1888 e utilizzata successivamente per i fucili Mauser a otturatore girevole-scorrevole. Questa cartuccia è stata inizialmente adottata dalla Germania nel 1888 con il nome M/88 7,92 × 57 mm I (I sta per 'Infanterie'). La Germania adottò una nuova versione della cartuccia M/88 nel 1905 chiamata 7,92 × 57 mm IS (IS sta per 'Infanterie Spitzer'). Il modello di cartuccia 1905 fu la cartuccia tedesca di servizio in entrambe le guerre mondiali ed è ora conosciuta in Europa come:
- 7,92 × 57 mm IS (denominazione militare tedesca)
- 8 × 57 mm IS (denominazione civile C.I.P.)
- 8 x 57 mm JS / 8 mm Mauser (denominazione statunitense)   (il suo uso diffuso in Germania nei fucili Mauser gli ha causato il nome "Mauser", anche se la Mauser non aveva nulla a che fare con lo sviluppo di questa cartuccia).

## Storia
La cartuccia 7,92 × 57 mm, progettata dal governo, è uno sviluppo della M/88 7,92 × 57 mm I, che aveva una ogiva dal profilo tondo (round-nose) di diametro 318 millesimi di pollice (8.08mm), ed era stata concepita per essere caricato sul fucile Gewehr 88 dalla cima dell'arma con una clip di 5 proiettili. Il proiettile 7,92 × 57 mm IS, era più leggero, a punta (spitzer) e con 8,20 mm di diametro, invece di 8,08 nella versione iniziale. Il proiettile ha un più alto coefficiente balistico e una traiettoria più piana che rendeva più stabile la traiettoria. I bossoli del 6,5 × 57 e 7 × 57 sono versioni a collo basso della 7,92 × 57 mm, inoltre, le versioni bordate di questi tre bossoli sono disponibili per i tipi europei di fucili break open per cacciare. Un nuovo tipo bordato è la 30 R Blaster, una versione a collo basso della 7,92 × 57 mm Mauser di calibro 7,62 mm.

## Uso militare
Grazie alle elevate prestazioni e alla sua versatilità essa è stata adottata dalle forze armate di vari governi tra cui Turchia, Cina, Egitto, e le ex-colonie africane tedesche. Il suo uso militare continua oggi nella ex Iugoslavia in armi come il fucile da cecchino Zastava M76 (versione locale del SVD Sovietico)  e la mitragliatrice M53 Sarac (un MG 42 prodotto su licenza).
Condivide un'insolita caratteristica con la cartuccia 9 mm Parabellum: di essere prodotta e utilizzata sia dagli Alleati che dalle Potenze dell'Asse durante la seconda guerra mondiale; infatti è stata usata anche per la mitragliatrice britannica Besa, montata a bordo dei veicoli corazzati. 

Le armi che hanno utilizzato questa cartuccia sono:
- Fucile Gewehr 1888
- Fucile Mauser Gewehr 98
- Mitragliatrice MG 08
- Mitragliatrice MG 15
- Mitragliatrice MG 17
- Mitragliatrice MG 30
- Mitragliatrice MG 34
- Fucile Mauser Karabiner 98k
- Fucile semiautomatico Walther Gewehr 43
- Fucile automatico FG 42
- Mitragliatrice MG 42
- Mitragliatrice MG 81
- Mitragliatrice ZB vz. 26
- Mitragliatrice BESA (versione britannica della ZB-53 Cecoslovacca) /
- Mitragliatrice EPK
- Mitragliatrice Ckm wz. 30 (versione polacca del Browning M1917 Americano)/
- Fucile automatico Browning wz. 1928 (versione polacca della M1918 Browning Automatic Rifle (BAR)) /
- Fucile Zastava M76 (versione jugoslava dello Snajperskaja Vintovka Dragunova (SVD) sovietico) /
- Mitragliatrice Sarac M53 (versione jugoslava della MG 42 tedesca) /
- Fucili diversi per uso civile

## Uso civile
È estremamente popolare tra gli sportivi, e soprattutto tra i tiratori tedeschi e austriaci; è utilizzata accanto a cartucce sostanzialmente simili, come la 5,6 × 57 mm, 6,5 × 55 mm, 6,5 × 57 mm, la 6,5 × 68 mm e 8 × 68 mm S per la caccia.
 
Il rendimento della cartuccia 7,92 × 57 mm la rende adatta per tutti i tipi di caccia a grandi animali, avendo un'alta forza di arresto. Essa non può essere usata nei paesi che vietano l'uso civile di ex o attuali cartucce militari per fucile.
Oltre alla cartuccia normale c'è anche una variante bordata per fucili break action: la 7,92 × 57 IRS.

## Specifiche
| Nome            | Anno | Calibro | Peso del proiettile | Lunghezza del bossolo | Lunghezza della cartuccia (totale) | Velocità | Energia    |
| --------------- | ---- | ------- | ------------------- | --------------------- | ---------------------------------- | -------- | ---------- |
| 7,92 × 57 mm I  | 1888 | 8,07 mm | 14,6 g              | 57 mm                 | 80.5 mm (3.17 in)                  | 639 m/s  | 2983 Joule |
| 7,92 × 57 mm IS | 1905 | 8,2 mm  | 9,9 g               | 57 mm                 | 82.5 mm (3.25 in)                  | 878 m/s  | 3857 J     |
| 7.92 × 57 mm IS | 1934 | 8,2 mm  | 12,8 g              | 57 mm                 | 82.5 mm (3.25 in)                  | 760 m/s  | 3697 J     |

### Disegni e dimensioni della cartuccia

#### 7,92 × 57 mm I
Il bossolo di questa cartuccia ha una capacità di 4,03 ml H2O (62 grani). La sua forma esterna è stata concepita per favorire un'affidabile alimentazione ed estrazione nei fucili bolt action e nelle mitragliatrici anche in condizioni estreme.
Dimensioni CIP della cartuccia 7,92 × 57 mm I.
 
L'angolo delle spalle si calcola con:
{\displaystyle {\frac {\alpha }{2}}\approx {\frac {38{,}2}{2}}\approx 19{,}1^{\circ }}
La rigatura per questa cartuccia è di 240 mm (1 a 9,45 in), 4 scanalature, diametro delle lands (aree infossate della rigatura del proiettile) = 7,80 mm, diametro delle grooves (parti rialzate della rigatura del proiettile) = 8,07 mm, larghezza delle lands = 4,40 mm, tipo della capsula a percussione: Large rifle. Secondo le statistiche ufficiali CIP, il bossolo della 7,92 × 57 mm I è in grado di gestire una pressione fino a 380 MPa. In tutti i paesi regolamentati dal CIP la cartuccia deve essere testata con il 25% di pressione in più rispetto al valore massimo per certificare la vendita ai consumatori.

#### 7,92 × 57 mm IS
Il bossolo di questa cartuccia ha una capacità di 4,09 ml H2O (63 grani). La sua forma esterna è stata concepita per favorire un'affidabile alimentazione ed estrazione nei fucili bolt action e nelle mitragliatrici anche in condizioni estreme.
Dimensioni CIP della cartuccia 7,92 × 57 mm IS.

L'angolo delle spalle si calcola con:
{\displaystyle {\frac {\alpha }{2}}\approx {\frac {38{,}2}{2}}\approx 19{,}1^{\circ }}
La rigatura per questa cartuccia è di 240 mm (1 a 9,45 in), 4 scanalature, diametro delle lands (aree infossate della rigatura del proiettile) = 7,89 mm, diametro delle grooves (parti rialzate della rigatura del proiettile) = 8,20 mm, larghezza delle lands = 4,40 mm, tipo della capsula a percussione: Large rifle. Secondo le statistiche ufficiali CIP, il bossolo della 7,92 × 57 mm IS è in grado di gestire una pressione fino a 390 MPa. In tutti i paesi regolamentati dal CIP la cartuccia deve essere testata con il 25% di pressione in più rispetto al valore massimo per certificare la vendita ai consumatori.

### Altre versioni
I tedeschi avevano molte altre versioni della cartuccia 7,92 × 57 mm e non ne hanno mai smesso lo sviluppo fino alla fine della seconda guerra mondiale. La lunghezza del proiettile varia moltissimo attraverso i diversi tipi, ma tutti sono stati caricati per una lunghezza totale di 80,5 mm. I tedeschi avevano iniziato ad usare bossoli di acciaio durante la prima guerra mondiale, ed entro la fine del 1943, la maggior parte delle munizioni tedesche aveva questo tipo di bossolo.
Il proiettile della versione standard tedesca sS ("schweres Spitzgeschoß", ovvero "proiettile appuntito pesante") era lungo 35,3 mm, con la boat-tail (una leggera conicità presente nella parte posteriore del proiettile). Era riempito di piombo con un involucro di metallo placcato in rame e pesava circa 12,8 grammi. Ha offerto la migliore efficienza aerodinamica e le migliori prestazioni balistiche rispetto a tutti i proiettili per fucile utilizzati nella seconda guerra mondiale; aveva un coefficiente balistico compreso tra 0,557 e 0,584 (i coefficienti balistici sono un po' discutibili). A 760 m / s (la velocità standard del proiettile sS) manteneva la velocità supersonica fino a oltre 800 metri in condizioni atmosferiche standard ICAO. Anche adesso, avere una buona efficacia fino a oltre 800 metri è notevole per un fucile.
I proiettili traccianti tedeschi sono stati considerati i migliori, caratterizzati da aerodinamica molto buona e buone caratteristiche di volo. Anche i proiettili perforanti tedeschi erano di buona fattura, molto stabili e precisi nelle lunghe distanze. Il tipo più comune di proiettile perforante aveva un nucleo in acciaio cementato con un involucro in acciaio placcato e pesava 11,5 grammi. Altri tipi utilizzavano per il nucleo il carburo di tungsteno oppure ferro e acciaio leggero. 
La Luftwaffe usava per le mitragliatrici le munizioni ad alta velocità di calibro 7,92; esse erano caricate con 10,15 grammi di PmK ("Phosphor mit Stahlkern", ovvero "fosforo con nucleo in acciaio") oppure con 10,85 grammi di B ("Beobachtung", ovvero "osservazione") e avevano il 15% di velocità in più rispetto al proiettile sS, a causa di una carica più potente di polvere.
 
I proiettili PmK erano proiettili incendiari perforanti, mentre i proiettili B erano anch'essi incendiari ma contenevano all'interno un ulteriore proiettile che esplodeva a contatto con qualsiasi obbiettivo.  Il proiettile B, come ogni altro proiettile incendiario esplosivo, è vietato per uso antiuomo secondo le conferenze dell'Aia del 1899 e del 1907. I tedeschi hanno sostenuto che il loro uso fosse principalmente per l'osservazione e la valutazione delle distanze, ma ci sono segnalazioni che riportano l'uso di questo proiettile in clip per fucili e nastri per mitragliatrici. 
 
La fanteria regolare tedesca era autorizzata ad utilizzare questo proiettile; tuttavia i cecchini tedeschi a volte lo hanno usato per ottenere una distanza extra di 150 metri rispetto alla portata dei proiettili normali e causarono ferite terribili. Il Karabiner 98k può usare queste cartucce a pressione più elevata, senza problemi.

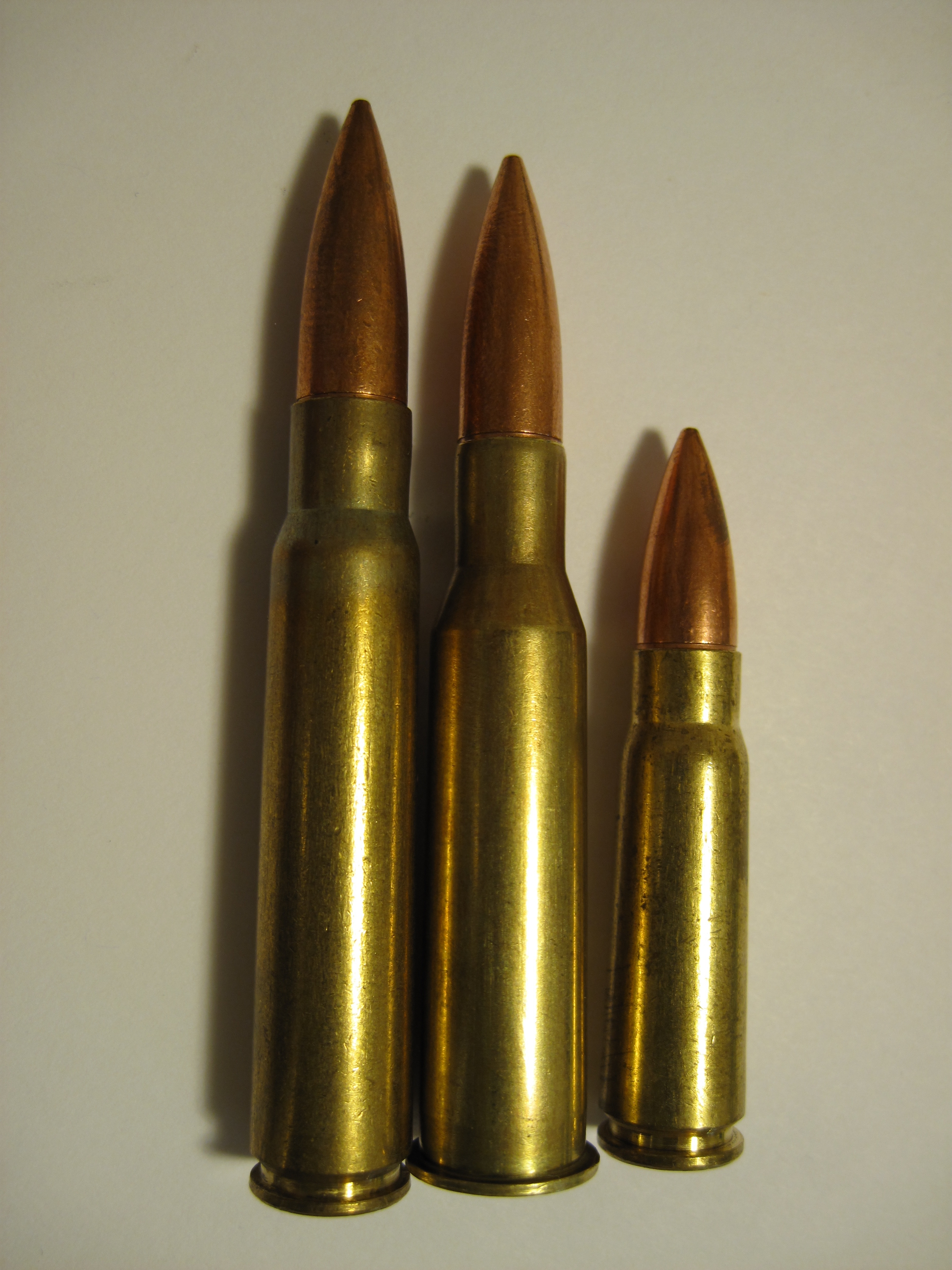
A confronto 7,92 × 57 mm Mauser, 7,62 × 54 mm R, 7,62 × 39 mm.

## Nomenclatura

### Denominazione militare tedesca originale
7,92 × 57 mm I indica la cartuccia originale con un diametro di 8,10 mm e limiti di pressione di 380,0 MPa. Il nome 7,92 × 57 IS indica la cartuccia sviluppata più tardi, con un massimo di pressione più elevato (390,0 MPa) con un diametro di 8,20 mm.

### Denominazione civile europea
Le norme europee per delle armi ("CIP", ovvero "Commissione Internazionale Permanente per la prova delle armi da fuoco portatili") usano per queste cartucce le nomenclature:  8 × 57 mm I ed 8 × 57 mm IS.

### Denominazione civile americana
L'organismo di standardizzazione americano per cartucce sportive "Saami" designa la cartuccia "7,92 × 57 mm" con il nome di 8 mm Mauser, oppure 8 × 57 JS. La Saami indica per la cartuccia "7,92 × 57 mm I" una massima pressione di 241,317 MPa. Questo viene fatto per la sicurezza, nel caso in cui la cartuccia è sparata in un fucile che ha un diametro della gola più stretto, per evitare un eccesso di pressione. Sono stati prima i produttori europei a diminuire il limite di pressione per la cartuccia "I" e solo successivamente la statunitense Manufacturer Hornady li ha seguiti.
La lettera "J" non è una "J", ma una "I" che sta per Infanterie (fanteria). Tuttavia, le stampanti tedesche hanno usato un carattere tipografico in cui la lettera "I" sembrava una "J". La lettera "S" significa Spitzgeschoß (proiettile appuntito), e la parola inglese "Spitzer" è derivata da questo termine tedesco.